# 43 км (остановочный пункт Ярославского направления)
43 километр — остановочный пункт Ярославского направления Московской железной дороги в Пушкинском районе Московской области, в южной части рабочего посёлка Софрино, южный спуск с платформы выходит к северной окраине дачного посёлка Зеленоградского.

## Краткая история
Остановочный пункт в районе 43 км возник во время Великой Отечественной войны. На карте 1941 года остановочный пункт был обозначен без названия. Первоначально посадка и высадка пассажиров производилась на железнодорожную насыпь примерно в 500 м южнее современных платформ. В 1947 году остановочный пункт находился на нынешнем месте. Две деревянных платформы в обе стороны на 6 вагонов электропоезда были сооружены во второй половине 1952-го или в начале 1953 года.

## Описание
На остановочном пункте имеется всего две электрифицированные, не оборудованные турникетами платформы, обе боковые, на одной из которых есть билетная касса для обслуживания пассажиров; между платформами пролегают два железнодорожных пути.

## Общественный транспорт
Автобусное и сообщение отсутствует.